# علوم الحيوانات المستأنسة

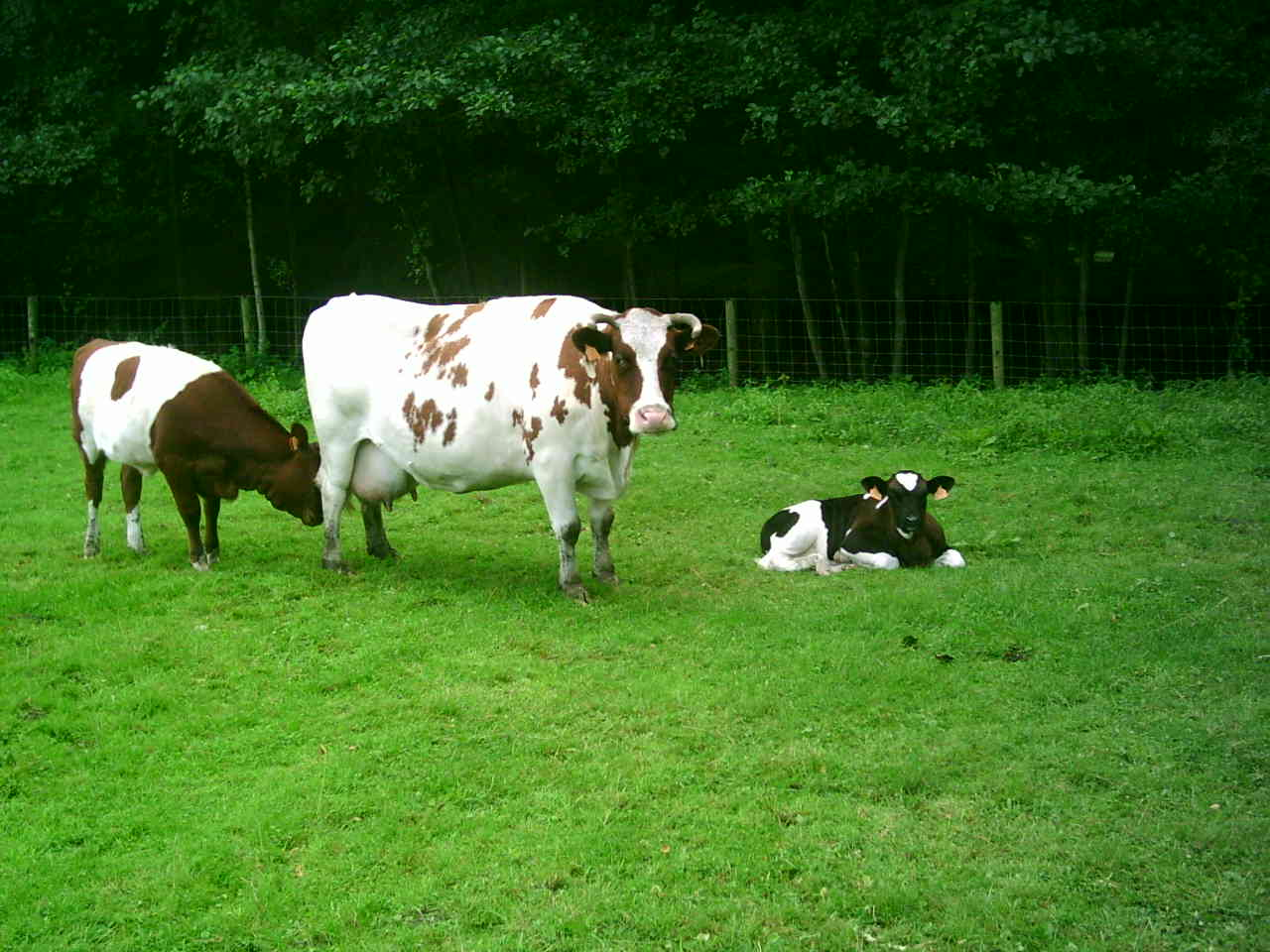

علوم الحيوانات المستأنسة (بالإنجليزية: Animal science)‏ هو وصفها بأنها "دراسة البيولوجيا الحيوانية من التي هي تحت سيطرة للبشرية. والحيوانات الذين شملتهم الدراسة كانوا حيوانات المزارع بالدرحة الأولى. ولكن الدورات التدريبية المتاحة الآن أن ننظر في نطاق أوسع بكثير ليشمل الحيوانات الأليفة، على سبيل المثال الكلاب القطط الطيور والخيول والحيوانات الأسيرة. دورات تدريبية في مجالات الدعم، مثل علم الوراثة، التربة، والاقتصاد الزراعي والتسويق والجوانب القانونية والبيئة. درجات علمية في علم الحيوان وتقدم في عدد من الجامعات.